# The Undivine
The Undivine war eine finnische Metal- und Hardcore-Punk-Band aus Lohja, die 2005 gegründet wurde und sich 2013 auflöste.

## Geschichte
Die Band wurde im Jahr 2005 von den Gitarristen Juha Pakalen und Iiro Illman gegründet. Ergänzt wurde die Besetzung durch den Schlagzeuger Mikko Nevanlahti, den Bassisten Ville Telén und den Sänger Petri Muukkonen. 2006 unternahmen Pakalen und Illman eine Reise nach Indien, wodurch das Projekt pausierte. Ein Jahr später begannen die Arbeiten an neuen Liedern. Da Telen zu sehr mit der Ausbildung und anderen Bands beschäftigt war, wurde er durch Dorian Logue ersetzt. Kurze Zeit später verließ auch Muukkonen die Besetzung. Ohne einen Sänger begann die Gruppe mit den Arbeiten zu ihrer ersten Veröffentlichung, wobei Nevanlahti bei den Aufnahmen den Gesang übernahm. 2008 fand die Gruppe mit Jere Kilpinen einen neuen Sänger. Im Februar erschien die Single Metamorphosis, die von der Band aufgenommen, abgemischt und produziert worden war. Da sein Visum auslief, kehrte Logue nach Australien zurück, woraufhin Telén seinen Posten wieder einnahm. Im Süden Finnlands schlossen sich daraufhin zwei Konzerte an. Im Januar 2009 wurde die EP Man-Made Apocalypse veröffentlicht, die von Tomppa Saarenketo abgemischt und gemastert und von Jules Näveri produziert worden war. Im Anschluss hielt die Band Konzerte ab. Im April 2010 schloss sich die nächste EP unter dem Namen Rise to Command an. Der Tonträger war von Ilpo Satuli im Windmill Alley Studio abgemischt, gemastert und produziert worden. Der Gesang war gesondert von Jukka Pihlajaniemi von Ghoul Patrol produziert worden. Es schlossen sich verstärkt weitere Auftritte an. Danach kamen der Sänger Jukka Pihlajaniemi, der Bassist Ville Riihelä und der Schlagzeuger Rainer Tuomikanto als neue Mitglieder dazu. Die Band trat außerdem zusammen mit Bonesaw auf. Im Frühling 2011 ging es zusammen mit Kalmisto und The Enchained auf Tour, als neuer Sänger wurde Henri Harberg hinzugefügt. Das in den Kirkniemi Studios aufgenommene Debütalbum Face the Chaos schloss sich im Juni an. Das Material war von Perttu Kurttila in den Seawolf Studios abgemischt und gemastert worden. 2012 folgte unter dem Namen Delusional Noise das zweite Album. Um die Alben zu bewerben, hielt die Gruppe außerdem zahlreiche Auftritte ab. Im Februar 2013 gab die Band ihre Auflösung bekannt. Für einen Auftritt Mitte des Jahres in ihrer Heimatstadt Lohja fand sich The Undivine wieder zusammen. Die Besetzung bestand dabei aus dem Sänger Henri Harberg, den Gitarristen Juha Pakalén und Iiro Illman, dem Bassisten Ville Riihelä und dem Schlagzeuger Mikko Nevanlahti.

## Stil
Laut Tom von schwermetall.ch vermischt die Band auf Delusional Noise verschiedene Genres wie Death Metal, Melodic Death Metal, Thrash Metal und Hardcore Punk. Der Gesang bestehe neben wenigen Growls aus für Thrash Metal und Hardcore Punk typischen Shouts. Die Instrumente würden technisch anspruchsvoll gespielt und klängen recht melodisch. Eckart Maronde von Metal.de rezensierte das Album ebenfalls. Seiner Meinung nach sei ein US-amerikanischer und brasilianischer Einfluss erkennbar, indem die Gruppe Groove-Metal-Riffs und Thrash Metal verarbeite, während der tiefe Gesang dem Death Metal entnommen worden sei. Zudem setze man gelegentlich Gangshouts ein. Das Titellied könne man jedoch eher dem Post-Black-Metal zuordnen.

## Diskografie
- 2008: Metamorphosis (Single, Eigenveröffentlichung)
- 2009: Man-Made Apocalypse (EP, Eigenveröffentlichung)
- 2010: Rise to Command (EP, Extreme Finland Records)
- 2011: Face the Chaos (Album, Eigenveröffentlichung)
- 2012: Delusional Noise (Album, Inverse Records)